# Рикриолл-Крик
Рикриолл-Крик (англ. Rickreall Creek) — небольшая река в округе Полк на северо-западе штата Орегон в США. Впадает в Уилламетт к западу от Сейлема в Эоле.

## География
Исток Рикриолл-Крика находится на горе Лорел центральной части берегового хребта, протекает через город Даллас и посёлок Рикриолл. Впадает в реку Уилламетт к западу от Сейлема в Эоле.
Происхождение названия точно не установлено. Предполагается, что «Рикриолл» — это искажённое «La Creole», а «La Creole River» — другое название потока.

## Мост насосной станции

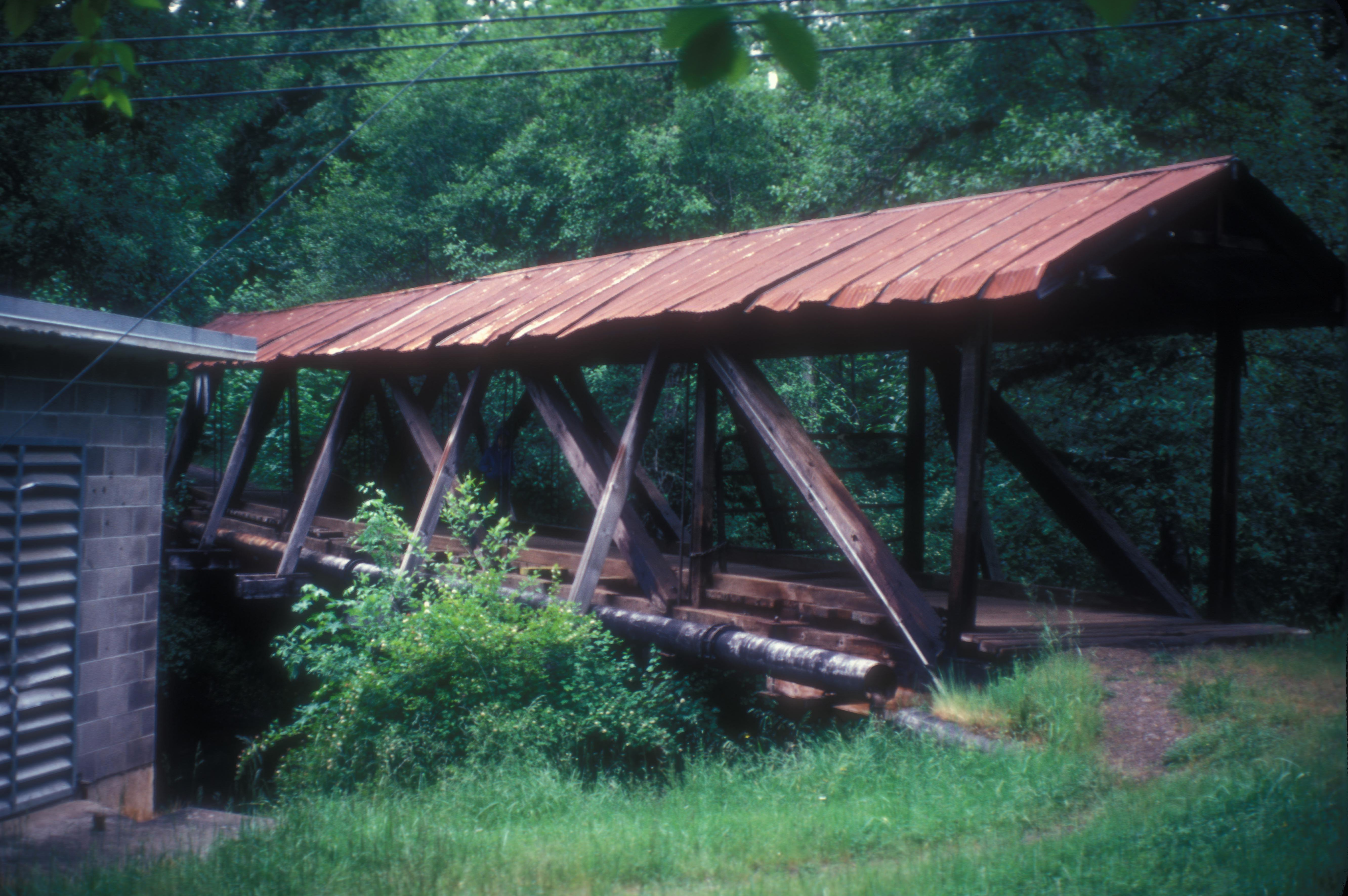
Мост насосной станции через Рикриолл-Крик в районе Эллендейл (фото 1984 года; разрушен в 1987 году в результате наводнения).

Мост насосной станции, построенный в 1916 году, был крытым мостом через Рикрелл-Крик, недалеко от Эллендейла. В 1979 году он был добавлен в Национальный реестр исторических мест, однако после того, как мост рухнул в 1987 году в результате наводнения, он был исключён из него 18 мая 1987 года.